# Binodoxys greenideae
Binodoxys greenideae är en stekelart som först beskrevs av Jaroslav Stary och Harten 1983.  Binodoxys greenideae ingår i släktet Binodoxys och familjen bracksteklar. Inga underarter finns listade.